# Hasarius peckhami
Hasarius peckhami är en spindelart som beskrevs av Alexander Petrunkevitch 1914. Hasarius peckhami ingår i släktet Hasarius och familjen hoppspindlar. Inga underarter finns listade i Catalogue of Life.